# .mu
.mu è il dominio di primo livello nazionale assegnato alle Mauritius.
Nel 2014 una disputa tra il gestore Internet Direct e il governo ha portato alla temporanea indisponibilità del sito governativo gov.mu.